# Comuna Peciîhvostî, Horohiv
Peciîhvostî (în ucraineană Печихвости) este o comună în raionul Horohiv, regiunea Volînia, Ucraina, formată din satele Peciîhvostî (reședința), Poliuhne, Skabarivșciîna și Strilce.

## Demografie
Componența lingvistică a satului Peciîhvostî
     Ucraineană (99,37%)
     Alte limbi (0,57%)
Conform recensământului din 2001, majoritatea populației satului Peciîhvostî era vorbitoare de ucraineană (99,37%), existând în minoritate și vorbitori de alte limbi.